# اتحاد عربی–اسرائیلی
اتحاد عربی–اسرائیلی یا اتحاد سنّی–اسرائیلی، به یک ائتلاف امنیتی غیررسمی متشکل از اسرائیل و کشورهای عربی مختلف اشاره دارد. این ائتلاف که در واقع به نفع شورای همکاری خلیج فارس شکل گرفت، عمدتاً بر بازدارندگی از جاه‌طلبی‌های سیاسی و نظامی جمهوری اسلامی ایران متمرکز است (نگاه کنید به درگیری نیابتی ایران و عربستان سعودی و جنگ نیابتی ایران و اسرائیل) و پس از اجلاس ۲۰۱۹ ورشو، به‌طور فعال توسط آمریکا گسترش یافته است.

## تاریخچه
ریشه‌های این ائتلاف، در دهه ۲۰۰۰، به دلیل کاهش اهمیت درگیری فلسطین و اسرائیل، به عنوان یک موضوع جدا و تنش‌های متقابل با ایران، آغاز شد. تا سال ۲۰۱۶، کشورهای شورای همکاری خلیج فارس، به دنبال تقویت همکاری اقتصادی و امنیتی با اسرائیل بودند که درگیر جنگ نیابتی خود با ایران است. این ائتلاف، به صورت دفاکتو، در نوامبر ۲۰۱۷، پس از گرم شدن روابط بین اسرائیل و کشورهای حاشیه خلیج فارس، پدید آمد و توجه رسانه‌ها را در پرتو کنفرانس ورشو در فوریه ۲۰۱۹، به خود جلب کرد، «نشست جهانی آن هفته در ورشو، ستون اصلی سیاست دولت ترامپ در خاورمیانه را نشان داد: باور بر این است که اسرائیل و کشورهای مهم عربی، می‌توانند علیه ایران، ائتلافی تشکیل دهند، حتی زمانی که مذاکرات صلح بین اسرائیل و فلسطینی‌ها، دورتر از همیشه به نظر می‌رسد.»